# Rogue (fiume)
Il fiume Rogue (in inglese Rogue River) è un fiume fel sud-ovest dell'Oregon (Stati Uniti d'America), che nasce nella Catena delle Cascate nelle regioni centrali dell'Oregon, e si getta nell'Oceano Pacifico presso Gold Beach.
Nei suoi 322 km di lunghezza il fiume passa nelle vicinanze della città di Medford e attraverso Grants Pass, la principale città che incontra lungo il suo corso. Molti affluenti ingrossano il fiume, come l'Applegate e l'Illinois.

## Galleria d'immagini

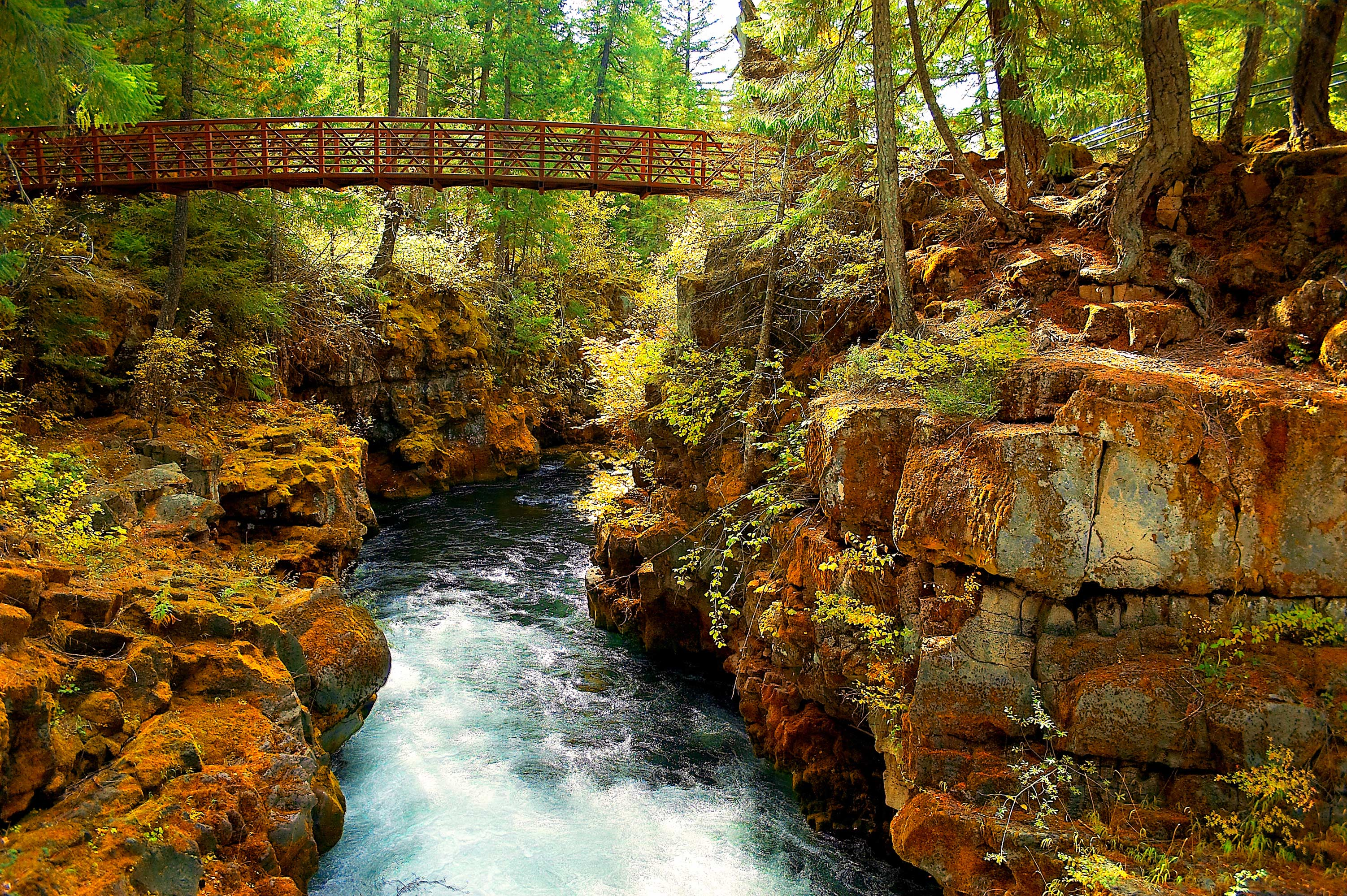
Rapide del Rogue
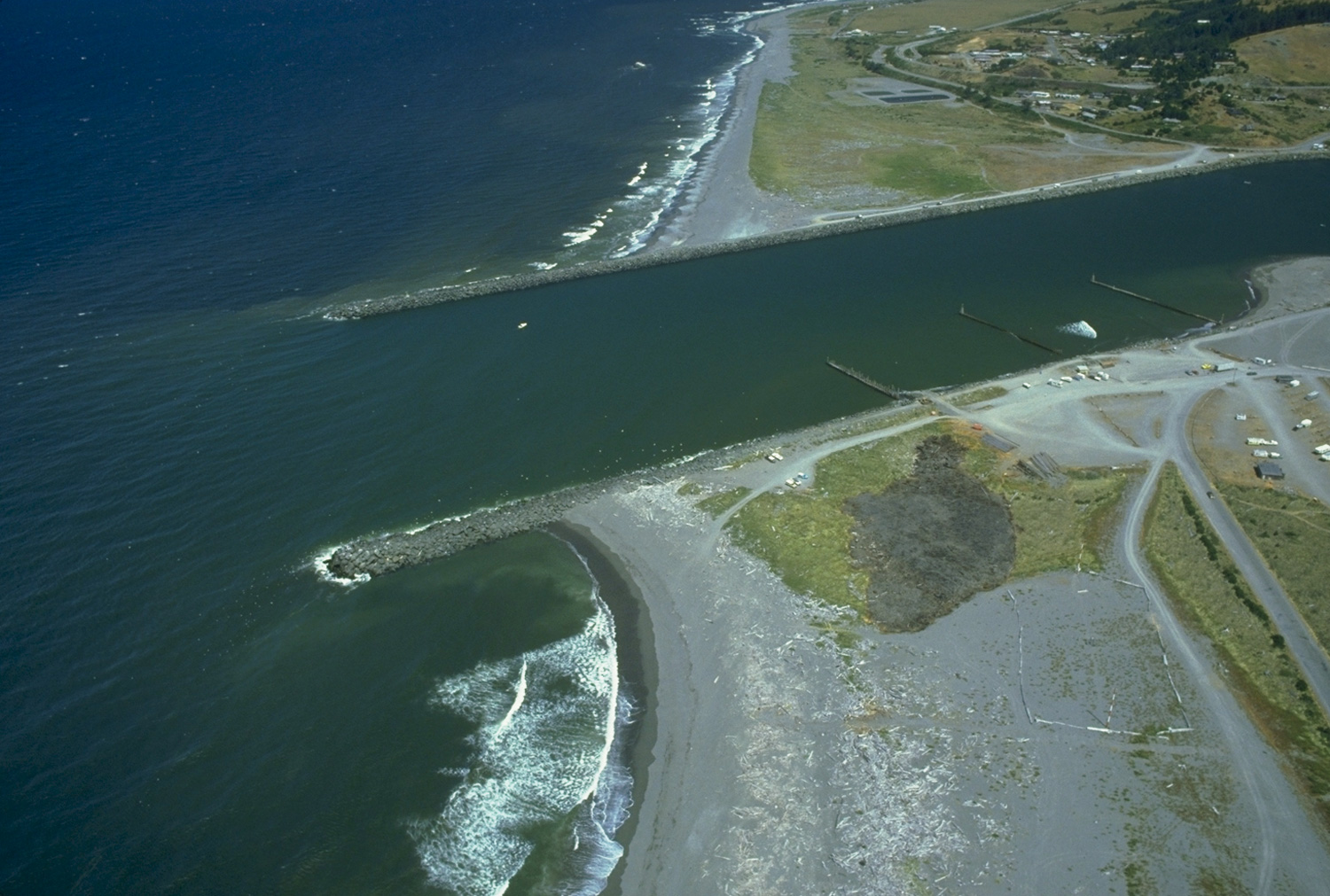
Il tratto terminale del Rogue
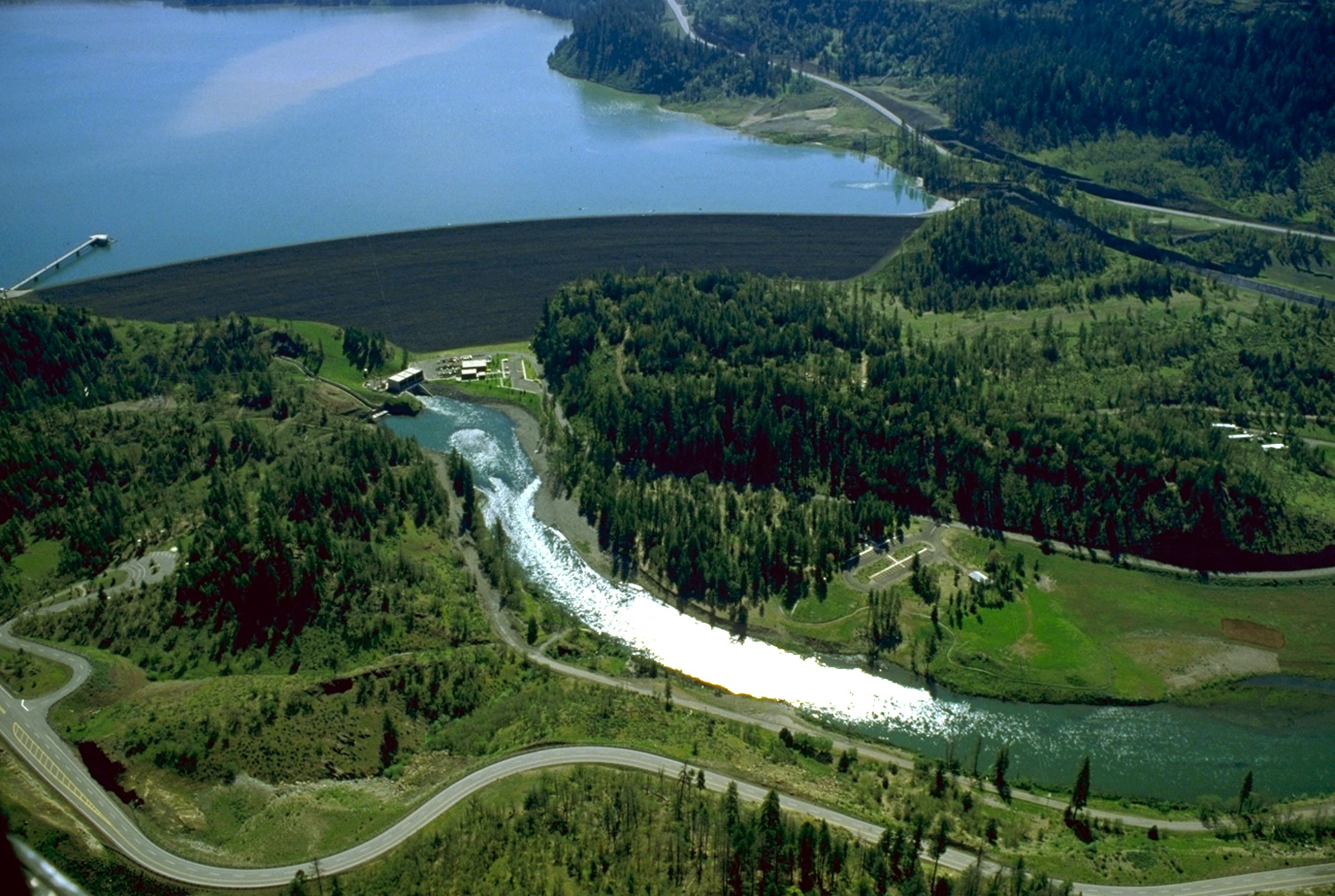
Il lago di Lost Creek